# Qué Hiciste
"Qué Hiciste" je pjesma američke R&B pjevačice Jennifer Lopez s njenog prvog studijskog albuma na španjolskom jeziku Como Ama una Mujer. Objavljena je 12. ožujka 2007. kao najavni singl za isti. Pjesma je bila veliki hit na europskim i američkim latinskim top listama singlova. Pjesmu su napisali Jimena Romero, Julio Reyes i Marc Anthony, a producenti su Estéfano i Julio Reyes. 
Lopez je izjavila da je ideja pjesme potjekla od sna kojeg je imao njen muž Marc Anthony o španjolskom pjevaču Rocío Dúrcal. Pjesmu je Lopez uživo izvela u jednoj od emisija Američkog Idola. Lopez je prva pjevačica ikad koja je izvela španjolsku pjesmu u ovakvom obliku emisije.

## Popis pjesama
CD singl
1. "Qué Hiciste" (Album Version) – 4:57
2. "Qué Hiciste" (Radio Edit) – 4:31

Službeni remiksevi
1. "Qué Hiciste" (Remix) – 4:33
2. "Qué Hiciste" (Salsa Remix) – 4:49
3. "Qué Hiciste" (Tony Moran & Warren Rigg's Club Mix) – 10:19
4. "Qué Hiciste" (Tony Moran & Warren Rigg's Dub) – 10:22
5. "Qué Hiciste" (Tony Moran & Warren Rigg's Radio Edit) – 4:38
6. "Qué Hiciste" (Cass & Dubs Remix) – 4:09
7. "Qué Hiciste" (Offer Nissim Remix) – 7:57
8. "Qué Hiciste" (Estefano Dance Version) – 4:30
9. "Qué Hiciste" (Instrumental Version) – 4:58